# Foula
Foula ist eine abseits gelegene Insel der schottischen Shetlands; die Wikinger nannten sie Fugley („Vogelinsel“).

## Beschreibung
Die kahle, am weitesten westlich gelegene Shetlandinsel gehört seit der Wende zum 20. Jahrhundert der Familie Holbourn.
Die 12,65 km² große Insel ist dauerhaft bewohnt und hatte bei Zensuserhebung 2011 eine Bevölkerung von 38 Personen. Im Jahr 2022 waren es dann nur noch 28 Einwohner, die Primarschule unterrichtet vier Schüler. Foula nimmt für sich in Anspruch, die abgelegenste aller bewohnten Britischen Inseln zu sein, allerdings liegt die ebenfalls zu den Shetlands gehörende und bewohnte Fair Isle im Süden der Inselgruppe deutlich abgelegener.
Die Insel ist bekannt für ihre Kliffs auf der Westseite, die bis zu 370 Meter hoch sind, und die Vielzahl ihrer Vögel, darunter die Küstenseeschwalbe und der Sterntaucher. Der Film Edge of the World (1937) von Michael Powell nutzte Foula als Drehort.
Simon Martin, der fünf Jahre auf Foula verbrachte, beschreibt die Insel so: „Foula, oder Ultima Thule, wie es während der Zeit der Römer bekannt war, reicht aus dem Wasser heraus, und die fünf Gipfel Noup, Hamnafield, Sneug, Kame und Soberlie stehen steif und charakteristisch empor. Die Klippen gelten mit denen von St. Kilda als die höchsten in Großbritannien. Sie türmen sich rund 400 Meter über den Meeresspiegel auf.“
Die Oberfläche der Insel besteht zu großen Teilen aus einem Torfmoor über dem Fels. Auf der Insel sind eine große Zahl vor- und frühgeschichtlicher Strukturen vorhanden, die allgemeinerer Art sind, aber auch die typische Situation der windgepeitschten Insel widerspiegeln. Sie werden mit altnordischen Begriffen belegt.

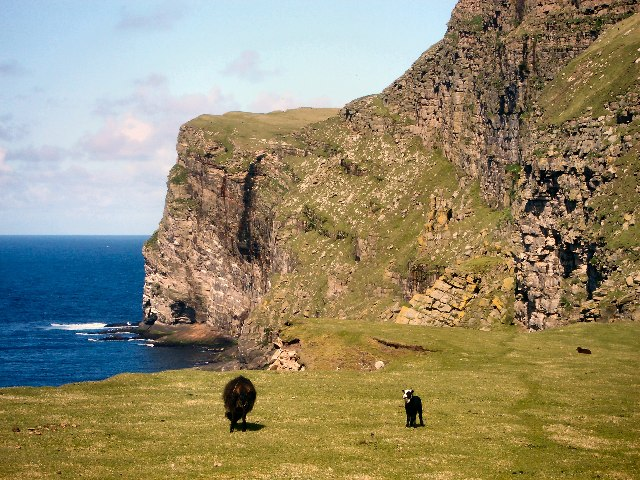
Kliffküste von Foula
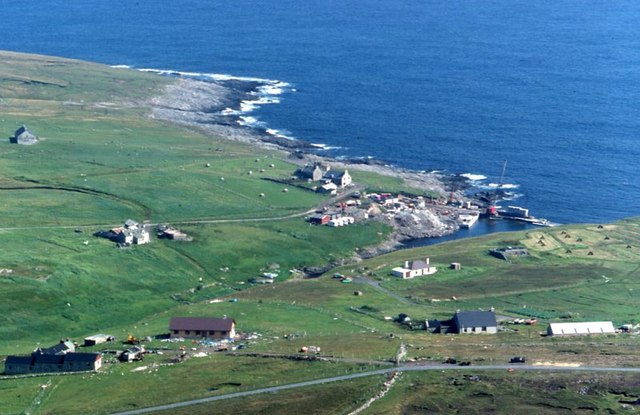
Der Hauptort Ham

## Sehenswürdigkeiten
- An der Nordspitze der Insel liegt die eindrückliche Felsformation „Gaada Stack“. Die etwa 40 m hohe Felsinsel besteht aus zwei natürlichen Felsbögen.
- An der Küste im Südwesten hat man Zugang zu einer schmalen, tiefen Felsspalte, dem „Sneck o’ da Smallie“. Durch den Slotcanyon kann man bis zum Strand hinuntersteigen.
- Südlich des „Sneck o’ da Smallie“ kann man während der Saison in den Felsen Papageientaucherkolonien beobachten.
- Die Steilküste der Westseite ist für ihren Seevogelreichtum bekannt. Die Brutplätze lassen sich aber nur von einem Boot aus besichtigen.
- Am Bereich des Fährhafens hat sich eine Gruppe von Kegelrobben angesiedelt.

## Archäologische Funde
Ein Archäologenteam aus Bath entdecke 2007 hier einen alten Steinkreis „Da Heights“. Er ist ähnlich aufgebaut wie andere Kreise der späten Jungstein- oder frühen Bronzezeit. Das Entstehungsdatum des Ringes, der unter einer 60 cm hohen Torfschicht verborgen war, ist noch unklar. Das Team hat Torfproben für die weitere Analyse genommen in der Hoffnung, dass die Pollen Hinweise auf das Datum liefern. Die Ausrichtung des Steinringes zur Wintersonnenwende ist von großer Bedeutung, da im Winter nur ein paar Stunden Tageslicht herrscht. Das Wissen, dass die Tage länger und wärmer werden, war daher sehr wichtig. Der Kreis auf Foula ist neben Hjaltadans auf Fetlar der nördlichste in Schottland.
In der Nähe steht der Menhir „The Brethren“.
- Boat Noost; Liegemulden in Bootsform als Windschutz für Boote (Ham Ayre, Da Doon, Da Riggs, Strem Ness)
- Burnt Mounds; vorzeitliche Aschehügel (Harrier, Wurly Knowe)
- Cairns; Steingräber (Da Sneug, Da Auld Skeos, Lamus o’ da Wilse, North Harrier, South Ness - mehrere)
- Cookie Dykes und Croft Dykes; Weidenbegrenzungen aus Erdwällen, Steinmauern oder Zäunen an Steilstellen oder um Weideland herum (Bloburn)
- prähistorische Deiche und Terrassen
- alte Hausfundamente (North Harrier Hof und Kapelle)
- Horizontal-Wassermühlen (Bankwell, Stoel)
- Kail Yards; umwallte, windgeschützte Äcker (Biggins Hill)
- Maid Cairns; aufgetürmte Steinhaufen als Seezeichen
- Mooldikus (Mouldie Kus); steinumwallte zum Trocknen aufgestellte Torfhaufen (Soberlie)
- Mounds; artifizielle Hügel
- Planticrubs; windgeschützte steinumwallte Felder (Bankwell, Stoel)
- Sheep Cruise; Schafcoralls und Gripster trichterförmige Leitmauern zum Zusammentreiben der Tiere
- Snaa Buils; Schneehäuser als Zuflucht für Schafe
- Skeos: Fischtrockenhäuser (Quinister, Sloag)
- Stane Brigs: Steinbrücken
- Steinkisten (engl. Cist) (Da Brederin)

Foula ist für Sprachwissenschaftler von Interesse, die hier neue Vokabeln des alten Norn entdeckten. Der Theologe George Low, der im Jahre 1774 Shetland besuchte, verglich die Dialekte von Foula und Orkney miteinander und sammelte Material zur Sprachgeschichte der Insel. Seine Ballade vom Orkney-Earl und der norwegischen Prinzessin ist mit 35 Versen das längste Gedicht im alten Norn. Norn starb vermutlich im späten 18. oder frühen 19. Jahrhundert als Sprache aus, nachdem ein Großteil der Inselbewohner im 18. Jahrhundert durch die Pocken dahingerafft worden war und die Insel durch Englisch sprechende Shetländer neu besiedelt wurde. Bis heute ist das schottische Englisch, besonders die Dialekte auf den Shetlands und auf Orkney, stark vom Norn beeinflusst. Norn war, wie Isländisch und Färöisch, eine westskandinavische Sprache (Inselskandinavisch). Das Färöisch kommt dem Norn am nächsten.

## Zeitrechnung
Foula behielt den julianischen Kalender auch noch bei, nachdem das Vereinigte Königreich 1752 den gregorianischen Kalender übernommen hatte. Das Jahr 1800 erschien demnach als Schaltjahr, wohingegen das Jahr 1900 als Schaltjahr unberücksichtigt blieb. Im Ergebnis ist Foula damit heute dem julianischen Kalender einen Tag voraus, dem gregorianischen Kalender zwölf Tage nachlaufend. Christmas Day fällt somit auf den 6. Januar (gregorianisch), Neujahr auf den 13. Januar (gregorianisch). Wer die Insel zu den fraglichen Tagen besuchen oder verlassen möchte, informiere sich genau: Die Feiertage werden – in Shetland allseits respektiert – doppelt gefeiert und dementsprechend ruht der Fähr- und Flugverkehr.

## Infrastruktur
Die Insel hat eine autarke Stromversorgung. Nebst einer Solaranlage und zwei Windturbinen im Süden sorgt ein Kleinstwasserkraftwerk in der Regel für genügend Strom. Im Notfall wird der alte Dieselgenerator wieder in Betrieb genommen. Die wenigen Häuser werden mit Quellwasser versorgt. Ein eigenes Telefonnetz hat die Insel nicht, einzig an einigen Orten kann man sich ins Mobilnetz der Hauptinsel einwählen. Dreimal wöchentlich fährt die Personenfähre von Walls bzw. Scalloway, und mehrmals die Woche fliegt Directflight von Tingwall aus den Flugplatz Foula an.